# Alexandr Borisovič Torik
Alexandr Borisovič Torik (rusky Александр Борисович Торик, 25. září 1958, Moskva) je ruský pravoslavný duchovní, protojerej Moskevské diecéze Ruské pravoslavné církve a spisovatel.

## Život
Dětství prožil v Mytišči u Moskvy. V roce 1965 se s rodiči přestěhoval do Ufy, kde absolvoval základní školu a poté tamní pedagogickou školu v oboru středoškolského učitele kreslení a rýsování.
V roce 1977 se vrátil do Moskvy, kde dva a půl roku studoval na Moskevské umělecké divadelní škole obor produkční. Poté se rozhodl pro dráhu duchovního a v říjnu 1989 byl vysvěcen na jáhna (diákona). Služebně byl vyslán do Novo-golutvinského kláštera Nejsvětější Trojice a od roku 1990 působil v katedrále Zjevení Páně v Noginsku.
28. července 1991 byl biskupem Grigorijem (Čirkovem) z Možajsku vysvěcen na kněze a vyslán jako duchovní správce chrámu svatého Sergje Radoněžského ve vsi Novosergijevo v Noginském okrese Moskevské oblasti. V roce 1996 byl jmenován správcem posádkového chrámu sv. knížete Alexandra Něvského v stromyňské posádce. Byl také redaktorem vydání farních novin Serijevský list (Сергиевский листок) a posádkových novin Víra a vlast (Вера и Отечество).
V roce 1996 napsal a vydal první vydání duchovní brožury „Воцерковление“. Vedl nedělní školy v Noginsku, stromyňské posádce a v Zarečije ve Vladimirské oblasti.
V roce 1997 prodělal onkologickou operaci.
V roce 2001 byl povýšen do hodnosti protojereje. Začátkem roku 2002 byl přeřazen ke Grebněvskému chrámu ve městě Odincovo, brzy však byl na vlastní žádost odvolán ze zdravotních důvodů a odešel do invalidního důchodu. Po odchodu ze služby se věnoval literární tvorbě.
V říjnu 2011 založil a vedl pravoslavné misijní nakladatelství Flavian-Press (Флавиан-пресс).
V současné době žije v Portugalské Albufeiře (dle údajů na účtu otce Alexandra na Facebooku). Je ženatý a má tři děti.

## Ocenění
V roce 2013 mu byl udělen Patriarší list a byl na seznamu kandidátů na literární cenu patriarchy.   

## Knihy
- «Воцерковление» (1996, přes pět vydání, včetně čínštiny)
- «Флавиан», повесть (2004)
- «Флавиан. Жизнь продолжается»
- «Флавиан. Восхождение» (2010)
- «Флавиан. Армагеддон»
- «Аллеи любви»
- «Димон: сказка для детей от 14 до 114 лет» (2008)
- «Селафиила» // Издательство Флавиан-пресс 2012 г. Тираж: 10000 экз. ISBN 978-5-905462-05-4;
- «Русак» // Издательство: Флавиан-Пресс 2012 г. Тираж: 10000 экз.
- «Флавиан. Исповедь случайного попутчика» (2015)
- «Инфант Алешандре» Издательство: Флафиан Пресс 2016 г.
- «Флавиан. Белый корабль» Издательство: Флавиан-пресс 2017 г.
- «Флавиан. Дневник»
- Черная лань, бегущая по пене океанского прибоя. — Флавиан-пресс, 2017. — С. 400. — ISBN 978-5-9906333-4-6